# 波特兰 (纽约州)
波特兰（英語：Portland）是位于美国纽约州肖托夸县的一个镇，地处肖托夸县北部、敦刻尔克西南，北靠伊利湖。2010年美国人口普查时，该镇有4827人。最初的定居者于1804年到达这里。1813年，波特兰镇从肖托夸镇分出，正式建立。